# Warnino (gromada w powiecie koszalińskim)
Warnino(od 1 I 1958 Kraśnik) – dawna gromada, czyli najmniejsza jednostka podziału terytorialnego Polskiej Rzeczypospolitej Ludowej w latach 1954–1972.
Gromady, z gromadzkimi radami narodowymi (GRN) jako organami władzy najniższego stopnia na wsi, funkcjonowały od reformy reorganizującej administrację wiejską przeprowadzonej jesienią 1954 do momentu ich zniesienia z dniem 1 stycznia 1973, tym samym wypierając organizację gminną w latach 1954–1972.
Gromadę Warnino z siedzibą GRN w Warninie utworzono – jako jedną z 8759 gromad na obszarze Polski – w powiecie koszalińskim w woj. koszalińskim na mocy uchwały nr 43/54 WRN w Koszalinie z dnia 5 października 1954. W skład jednostki weszły obszary dotychczasowych gromad Warnino, Parsowo, Kraśnik Koszaliński i Świemino ze zniesionej gminy Kraśnik Koszaliński w tymże powiecie. Dla gromady ustalono 12 członków gromadzkiej rady narodowej.
1 stycznia 1958 gromadę Warnino zniesiono przez przeniesienie siedziby GRN z Warnina do Kraśnika i zmianę nazwy jednostki na gromada Kraśnik.
Uwaga: Nie mylić z pobliską gromadą Warnino w powiecie białogardzkim.